# Giải vô địch bóng đá thế giới 2018 (Bảng C)
Bảng C của giải vô địch bóng đá thế giới 2018 sẽ diễn ra từ ngày 16 đến ngày 26 tháng 6 năm 2018. Hai đội tuyển hàng đầu sẽ giành quyền vào vòng 16 đội.

## Các đội tuyển
| Vị trí bốc thăm | Đội tuyển | Liên đoàn | Tư cách vòng loại                  | Ngày vượt qua vòng loại | Tham dự chung kết | Tham dự cuối cùng | Thành tích tốt nhất lần trước | Bảng xếp hạng FIFA | Bảng xếp hạng FIFA |
| Vị trí bốc thăm | Đội tuyển | Liên đoàn | Tư cách vòng loại                  | Ngày vượt qua vòng loại | Tham dự chung kết | Tham dự cuối cùng | Thành tích tốt nhất lần trước | Tháng 10 năm 2017  | Tháng 6 năm 2018   |
| --------------- | --------- | --------- | ---------------------------------- | ----------------------- | ----------------- | ----------------- | ----------------------------- | ------------------ | ------------------ |
| C1              | Pháp      | UEFA      | Nhất bảng A khu vực châu Âu        | 10 tháng 10 năm 2017    | 15 lần            | 2014              | Vô địch (1998)                | 7                  | 7                  |
| C2              | Úc        | AFC       | Thắng vòng play-off CONCACAF v AFC | 15 tháng 11 năm 2017    | 5 lần             | 2014              | Vòng 16 đội (2006)            | 43                 | 36                 |
| C3              | Perú      | CONMEBOL  | Thắng vòng play-off OFC v CONMEBOL | 15 tháng 11 năm 2017    | 5 lần             | 1982              | Tứ kết (1970, 1978)           | 10                 | 11                 |
| C4              | Đan Mạch  | UEFA      | Thắng vòng 2 khu vực châu Âu       | 14 tháng 11 năm 2017    | 5 lần             | 2010              | Tứ kết (1998)                 | 19                 | 12                 |

Ghi chú
1. ↑  The rankings of October 2017 were used for seeding for the final draw.

## Bảng xếp hạng
| VT | Đội      | ST | T | H | B | BT | BB | HS | Đ | Giành quyền tham dự                     |
| -- | -------- | -- | - | - | - | -- | -- | -- | - | --------------------------------------- |
| 1  | Pháp     | 3  | 2 | 1 | 0 | 3  | 1  | +2 | 7 | Giành quyền vào vòng đấu loại trực tiếp |
| 2  | Đan Mạch | 3  | 1 | 2 | 0 | 2  | 1  | +1 | 5 | Giành quyền vào vòng đấu loại trực tiếp |
| 3  | Perú     | 3  | 1 | 0 | 2 | 2  | 2  | 0  | 3 |                                         |
| 4  | Úc       | 3  | 0 | 1 | 2 | 2  | 5  | −3 | 1 |                                         |

Trong vòng 16 đội:
- Pháp (nhất bảng C) được giành quyền vào thi đấu với Argentina (nhì bảng D).
- Đan Mạch (nhì bảng C) được giành quyền vào thi đấu với Croatia (nhất bảng D).

## Các trận đấu
Tất cả các thời gian được liệt kê là giờ địa phương.

### Pháp vs Úc
Hai đội đã gặp nhau trong bốn trận đấu trước đây, gần đây nhất trong một trận giao hữu năm 2013, một chiến thắng 6–0 của Pháp.
Trong hiệp 1, tuyển Pháp có phần lần luớt hơn, nhưng không ghi được bàn thắng. Bước sang hiệp 2, tuyển Pháp được hưởng penalty khi Griezmann bị phạm lỗi trong vòng cấm. Trên chấm 11m, đội trưởng tuyển Pháp dứt điểm vào góc phải, mở tỉ số cho Pháp. Tuy nhiên, chỉ 4 phút sau, Umtiti để tay chạm bóng trong vòng cấm, và Jedinak đánh bại Lloris trên chấm phạt đền. Đến phút 81, hậu vệ Behich vô tình phản lưới nhà khi anh vô tình lốp bóng từ chân Pogba, khiến bóng đập xà ngang và vào lưới.
| Pháp                                        | 2 - 1    | Úc                    |
| ------------------------------------------- | -------- | --------------------- |
| - Griezmann 58' (ph.đ.) - Behich 81' (l.n.) | Chi tiết | - Jedinak 62' (ph.đ.) |

| Pháp | Úc |

| GK               | 1  | Hugo Lloris (c)   |     |     |
| RB               | 2  | Benjamin Pavard   |     |     |
| CB               | 4  | Raphaël Varane    |     |     |
| CB               | 5  | Samuel Umtiti     |     |     |
| LB               | 21 | Lucas Hernández   |     |     |
| CM               | 12 | Corentin Tolisso  | 76' | 78' |
| CM               | 13 | N'Golo Kanté      |     |     |
| CM               | 6  | Paul Pogba        |     |     |
| RF               | 11 | Ousmane Dembélé   |     | 70' |
| CF               | 10 | Kylian Mbappé     |     |     |
| LF               | 7  | Antoine Griezmann |     | 70' |
| Vào thay người:  |    |                   |     |     |
| FW               | 9  | Olivier Giroud    |     | 70' |
| FW               | 18 | Nabil Fekir       |     | 70' |
| MF               | 14 | Blaise Matuidi    |     | 78' |
| Huấn luyện viên: |    |                   |     |     |
| Didier Deschamps |    |                   |     |     |

| GK               | 1  | Mathew Ryan      |     |     |
| RB               | 19 | Josh Risdon      | 57' |     |
| CB               | 5  | Mark Milligan    |     |     |
| CB               | 20 | Trent Sainsbury  |     |     |
| LB               | 16 | Aziz Behich      | 87' |     |
| CM               | 15 | Mile Jedinak (c) |     |     |
| CM               | 13 | Aaron Mooy       |     |     |
| RW               | 7  | Mathew Leckie    | 13' |     |
| AM               | 23 | Tom Rogic        |     | 72' |
| LW               | 10 | Robbie Kruse     |     | 84' |
| CF               | 11 | Andrew Nabbout   |     | 64' |
| Vào thay người:  |    |                  |     |     |
| FW               | 9  | Tomi Juric       |     | 64' |
| MF               | 22 | Jackson Irvine   |     | 72' |
| FW               | 17 | Daniel Arzani    |     | 84' |
| Huấn luyện viên: |    |                  |     |     |
| Bert van Marwijk |    |                  |     |     |

| Cầu thủ xuất sắc nhất trận: Antoine Griezmann (Pháp) Trợ lý trọng tài: Nicolás Tarán (Uruguay) Mauricio Espinosa (Uruguay) Trọng tài thứ tư: Julio Bascuñán (Chile) Trọng tài thứ năm: Christian Schiemann (Chile) Trợ lý trọng tài video: Mauro Vigliano (Argentina) Trợ lý trọng tài trợ lý video: Tiago Martins (Bồ Đào Nha) Hernán Maidana (Argentina) Jair Marrufo (Hoa Kỳ) |

### Peru v Đan Mạch
Hai đội chưa bao giờ gặp nhau trước đây.
Tuyển Peru áp đảo trong hiệp 1, và đã có một quả penalty khi Cueva bị truy cản trong vòng cấm ở phút 44. Tuy nhiên, chính anh lại đá hỏng pen, bỏ lỡ cơ hội ngon ăn để mở tỉ số. Sang hiệp 2, Đan Mạch bắt đầu tấn công. Tới phút 58, Cueva chuyền cho Carrillo và Farfan nhưng đều thất bại. Tuyển Đan Mạch lập tức phản công nhanh và mở tỉ số khi Poulsen, người đã phạm lỗi với Cueva trong hiệp 1 và khiến đội nhà nhận quả 11m, đã kết thúc vào góc gần, mở tỉ số cho Đan Mạch. Tuyển Peru dâng lên tấn công tìm bàn gỡ trong thời gian còn lại, nhưng không thể vượt qua được hàng thủ của Đan Mạch.
| Perú | 0 - 1    | Đan Mạch      |
| ---- | -------- | ------------- |
|      | Chi tiết | - Poulsen 59' |

| Peru | Đan Mạch |

| GK               | 1  | Pedro Gallese         |     |     |
| RB               | 17 | Luis Advíncula        |     |     |
| CB               | 2  | Alberto Rodríguez (c) |     |     |
| CB               | 15 | Christian Ramos       |     |     |
| LB               | 6  | Miguel Trauco         |     |     |
| CM               | 13 | Renato Tapia          | 38' | 87' |
| CM               | 19 | Yoshimar Yotún        |     |     |
| RW               | 18 | André Carrillo        |     |     |
| AM               | 8  | Christian Cueva       |     |     |
| LW               | 20 | Edison Flores         |     | 62' |
| CF               | 10 | Jefferson Farfán      |     | 85' |
| Vào thay người:  |    |                       |     |     |
| FW               | 9  | Paolo Guerrero        |     | 62' |
| FW               | 11 | Raúl Ruidíaz          |     | 85' |
| MF               | 23 | Pedro Aquino          |     | 87' |
| Huấn luyện viên: |    |                       |     |     |
| Ricardo Gareca   |    |                       |     |     |

| GK               | 1  | Kasper Schmeichel   |       |     |
| RB               | 14 | Henrik Dalsgaard    |       |     |
| CB               | 4  | Simon Kjær (c)      |       |     |
| CB               | 6  | Andreas Christensen |       | 81' |
| LB               | 17 | Jens Stryger Larsen |       |     |
| CM               | 7  | William Kvist       |       | 35' |
| CM               | 10 | Christian Eriksen   |       |     |
| CM               | 8  | Thomas Delaney      | 86'   |     |
| RF               | 20 | Yussuf Poulsen      | 90+3' |     |
| CF               | 9  | Nicolai Jørgensen   |       |     |
| LF               | 23 | Pione Sisto         |       | 67' |
| Vào thay người:  |    |                     |       |     |
| MF               | 19 | Lasse Schöne        |       | 35' |
| FW               | 11 | Martin Braithwaite  |       | 67' |
| DF               | 13 | Mathias Jørgensen   |       | 81' |
| Huấn luyện viên: |    |                     |       |     |
| Åge Hareide      |    |                     |       |     |

| Cầu thủ xuất sắc nhất trận: Yussuf Poulsen (Đan Mạch) Trợ lý trọng tài: Jean Claude Birumushahu (Burundi) Abdelhak Etchiali (Algérie) Trọng tài thứ tư: Mehdi Abid Charef (Algérie) Trọng tài thứ năm: Anouar Hmila (Tunisia) Trợ lý trọng tài video: Felix Zwayer (Đức) Trợ lý trọng tài trợ lý video: Bastian Dankert (Đức) Mark Borsch (Đức) Danny Makkelie (Hà Lan) |

### Đan Mạch v Úc
Hai đội đã gặp nhau trong 3 trận đấu trước đây, lần gần đây nhất là trong một trận giao hữu năm 2012, Đan Mạch đã thắng 2–0.
Ngay ở phút thứ 7, Henrik Dalsgaard kiến tạo như dọn cỗ để Eriksen băng lên quăng chân bắt vô-lê đẹp mắt, làm tung lưới thủ môn Ryan. Tuyển Úc dâng lên tấn công sau bàn thua khiến thế trận trở nên kịch tính. Nỗ lực của tuyển Úc cũng được đền đáp khi đến phút 38, khi Poulsen để bóng chạm tay trong vòng cấm. Jedinak dễ dàng đánh lừa Schmeichel, gỡ hoà 1-1 cho tuyển Úc. Trong hiệp 2, hai đội chơi đôi công, ăn miếng trả miếng. Phút 68, tuyển Đan Mạch có tình huống không hiểu ý giữa thủ môn Schmeichel và đồng đội. Sau đó, đến phút 71, Mooy tung cú sút táo bạo từ ngoài vòng cấm, thủ môn Kasper Schmeichel bị đánh bại nhưng may cho khung thành của là bóng bay vọt xà. Trận đấu kết thúc với tỉ số 1-1.
| Đan Mạch     | 1 - 1    | Úc                    |
| ------------ | -------- | --------------------- |
| - Eriksen 7' | Chi tiết | - Jedinak 38' (ph.đ.) |

| Đan Mạch | Úc |

| GK               | 1  | Kasper Schmeichel   |     |     |
| RB               | 14 | Henrik Dalsgaard    |     |     |
| CB               | 4  | Simon Kjær (c)      |     |     |
| CB               | 6  | Andreas Christensen |     |     |
| LB               | 17 | Jens Stryger Larsen |     |     |
| CM               | 8  | Thomas Delaney      |     |     |
| CM               | 19 | Lasse Schöne        |     |     |
| CM               | 10 | Christian Eriksen   |     |     |
| RF               | 20 | Yussuf Poulsen      | 37' | 59' |
| CF               | 9  | Nicolai Jørgensen   |     | 68' |
| LF               | 23 | Pione Sisto         | 84' |     |
| Vào thay người:  |    |                     |     |     |
| FW               | 11 | Martin Braithwaite  |     | 59' |
| FW               | 21 | Andreas Cornelius   |     | 68' |
| Huấn luyện viên: |    |                     |     |     |
| Åge Hareide      |    |                     |     |     |

| GK               | 1  | Mathew Ryan      |  |     |
| RB               | 19 | Josh Risdon      |  |     |
| CB               | 20 | Trent Sainsbury  |  |     |
| CB               | 5  | Mark Milligan    |  |     |
| LB               | 16 | Aziz Behich      |  |     |
| CM               | 15 | Mile Jedinak (c) |  |     |
| CM               | 13 | Aaron Mooy       |  |     |
| RW               | 7  | Mathew Leckie    |  |     |
| AM               | 23 | Tom Rogic        |  | 82' |
| LW               | 10 | Robbie Kruse     |  | 68' |
| CF               | 11 | Andrew Nabbout   |  | 75' |
| Vào thay người:  |    |                  |  |     |
| FW               | 17 | Daniel Arzani    |  | 68' |
| FW               | 9  | Tomi Juric       |  | 75' |
| MF               | 22 | Jackson Irvine   |  | 82' |
| Huấn luyện viên: |    |                  |  |     |
| Bert van Marwijk |    |                  |  |     |

| Cầu thủ xuất sắc nhất trận: Christian Eriksen (Đan Mạch) Trợ lý trọng tài: Pau Cebrián Devís (Tây Ban Nha) Roberto Díaz Pérez (Tây Ban Nha) Trọng tài thứ tư: Bamlak Tessema Weyesa (Ethiopia) Trọng tài thứ năm: Juan Carlos Mora (Costa Rica) Trợ lý trọng tài video: Mark Geiger (Hoa Kỳ) Trợ lý trọng tài trợ lý video: Jair Marrufo (Hoa Kỳ) Joe Fletcher (Canada) Paolo Valeri (Ý) |

### Pháp v Peru
Hai đội đã gặp nhau chỉ một lần, một trận giao hữu năm 1982, Peru đã thắng 1–0.
Hai đội thi đấu ăn miếng trả miếng trong những phút đầu tiên. Phút thứ 31, Thủ môn Hugo Lloris có pha cứu thua xuất sắc sau tình huống dứt điểm của Jose Paolo Guerrero trong vòng cấm. Chỉ 4 phút sau, Pháp có được bàn thắng khi Giroud đột nhập vòng cấm rồi dứt điểm trúng chân hậu vệ Peru làm đổi hướng vượt qua tầm kiểm soát của thủ môn Gallese, để rồi Mbappe ập vào đệm bóng cận thành mở tỷ số cho ĐT Pháp. Tuyển Peru và Pháp sau đó chơi ăn miếng trả miếng, nhưng tỉ số 1-0 mong manh vẫn được giữ cho đến hết trận. Với kết quả này, tuyển Pháp được 6 điểm và giành vé sớm vào 1/8, trong khi Peru bị loại sớm. Kylian Mbappe trở thành cầu thủ trẻ nhất ghi bàn cho đội tuyển quốc gia Pháp.
| Pháp         | 1 - 0    | Perú |
| ------------ | -------- | ---- |
| - Mbappé 34' | Chi tiết |      |

| Pháp | Peru |

| GK               | 1  | Hugo Lloris (c)   |     |     |
| RB               | 2  | Benjamin Pavard   |     |     |
| CB               | 4  | Raphaël Varane    |     |     |
| CB               | 5  | Samuel Umtiti     |     |     |
| LB               | 21 | Lucas Hernández   |     |     |
| CM               | 6  | Paul Pogba        | 86' | 89' |
| CM               | 13 | N'Golo Kanté      |     |     |
| RW               | 10 | Kylian Mbappé     |     | 75' |
| AM               | 7  | Antoine Griezmann |     | 80' |
| LW               | 14 | Blaise Matuidi    | 16' |     |
| CF               | 9  | Olivier Giroud    |     |     |
| Vào thay người:  |    |                   |     |     |
| FW               | 11 | Ousmane Dembélé   |     | 75' |
| FW               | 18 | Nabil Fekir       |     | 80' |
| MF               | 15 | Steven Nzonzi     |     | 89' |
| Huấn luyện viên: |    |                   |     |     |
| Didier Deschamps |    |                   |     |     |

| GK               | 1  | Pedro Gallese       |     |     |
| RB               | 17 | Luis Advíncula      |     |     |
| CB               | 15 | Christian Ramos     |     |     |
| CB               | 2  | Alberto Rodríguez   |     | 46' |
| LB               | 6  | Miguel Trauco       |     |     |
| CM               | 23 | Pedro Aquino        | 81' |     |
| CM               | 19 | Yoshimar Yotún      |     | 46' |
| RW               | 18 | André Carrillo      |     |     |
| AM               | 8  | Christian Cueva     |     | 82' |
| LW               | 20 | Edison Flores       |     |     |
| CF               | 9  | Paolo Guerrero (c)  | 23' |     |
| Vào thay người:  |    |                     |     |     |
| FW               | 10 | Jefferson Farfán    |     | 46' |
| DF               | 4  | Anderson Santamaría |     | 46' |
| FW               | 11 | Raúl Ruidíaz        |     | 82' |
| Huấn luyện viên: |    |                     |     |     |
| Ricardo Gareca   |    |                     |     |     |

| Cầu thủ xuất sắc nhất trận: Kylian Mbappé (Pháp) Trợ lý trọng tài: Mohamed Al Hammadi (UAE) Hasan Al Mahri (UAE) Trọng tài thứ tư: Janny Sikazwe (Zambia) Trọng tài thứ năm: Jerson Dos Santos (Angola) Trợ lý trọng tài video: Daniele Orsato (Ý) Trợ lý trọng tài trợ lý video: Abdulrahman Al-Jassim (Qatar) Taleb Al Maari (Qatar) Szymon Marciniak (Ba Lan) |

### Đan Mạch v Pháp
Hai đội đã phải đối mặt với nhau trong 15 trận đấu, bao gồm hai trận đấu vòng bảng của World Cup 1998, Pháp đã thắng 2–1, và kỳ World Cup 2002, Đan Mạch đã thắng 2–0.

Phút thứ 15, Giroud xoay người dứt điểm đưa bóng vào góc cao, nhưng thủ môn Schmeichel bay người cản phá xuất sắc. Tuyển Pháp thi đấu chủ động hơn Đan Mạch trong khoảng thời gian tiếp theo. Tới phút 54, Eriksen thực hiện cú sút phạt trực tiếp từ gần 30 mét, Mandanda để bóng bật ra nhưng anh đã kịp có pha xử tiếp theo để giải nguy. Trận đấu diễn ra khá mờ nhạt trong khoảng thời gian còn lại. Tỉ số hoà 0 - 0 giúp cho 2 đội dắt tay nhau vào vòng 16 đội, bất chấp kết quả của trận đấu giữa Úc và Peru.
| Đan Mạch | 0 - 0    | Pháp |
| -------- | -------- | ---- |
|          | Chi tiết |      |

| Đan Mạch | Pháp |

| GK               | 1  | Kasper Schmeichel   |       |       |
| RB               | 14 | Henrik Dalsgaard    |       |       |
| CB               | 4  | Simon Kjær (c)      |       |       |
| CB               | 6  | Andreas Christensen |       |       |
| LB               | 17 | Jens Stryger Larsen |       |       |
| CM               | 8  | Thomas Delaney      |       | 90+2' |
| CM               | 13 | Mathias Jørgensen   | 45+3' |       |
| CM               | 10 | Christian Eriksen   |       |       |
| RF               | 23 | Pione Sisto         |       | 60'   |
| CF               | 21 | Andreas Cornelius   |       | 75'   |
| LF               | 11 | Martin Braithwaite  |       |       |
| Vào thay người:  |    |                     |       |       |
| FW               | 15 | Viktor Fischer      |       | 60'   |
| FW               | 12 | Kasper Dolberg      |       | 75'   |
| MF               | 18 | Lukas Lerager       |       | 90+2' |
| Huấn luyện viên: |    |                     |       |       |
| Åge Hareide      |    |                     |       |       |

| GK               | 16 | Steve Mandanda     |  |     |
| RB               | 19 | Djibril Sidibé     |  |     |
| CB               | 4  | Raphaël Varane (c) |  |     |
| CB               | 3  | Presnel Kimpembe   |  |     |
| LB               | 21 | Lucas Hernández    |  | 50' |
| CM               | 13 | N'Golo Kanté       |  |     |
| CM               | 15 | Steven Nzonzi      |  |     |
| RW               | 11 | Ousmane Dembélé    |  | 78' |
| AM               | 7  | Antoine Griezmann  |  | 68' |
| LW               | 8  | Thomas Lemar       |  |     |
| CF               | 9  | Olivier Giroud     |  |     |
| Vào thay người:  |    |                    |  |     |
| DF               | 22 | Benjamin Mendy     |  | 50' |
| FW               | 18 | Nabil Fekir        |  | 68' |
| FW               | 10 | Kylian Mbappé      |  | 78' |
| Huấn luyện viên: |    |                    |  |     |
| Didier Deschamps |    |                    |  |     |

| Cầu thủ xuất sắc nhất trận: N'Golo Kanté (Pháp) Trợ lý trọng tài: Emerson de Carvalho (Brasil) Marcelo Van Gasse (Brasil) Trọng tài thứ tư: Gianluca Rocchi (Ý) Trọng tài thứ năm: Mauro Tonolini (Ý) Trợ lý trọng tài video: Mauro Vigliano (Argentina) Trợ lý trọng tài trợ lý video: Wilton Sampaio (Brasil) Carlos Astroza (Chile) Tiago Martins (Bồ Đào Nha) |

### Úc v Peru
Hai đội chưa bao giờ gặp nhau trước đây.
Tuyển Úc đẩy mạnh tấn công từ những phút đầu để tìm bàn thắng. Tuy nhiên, khi họ chưa kịp làm gì thì Carillo đã có pha bắt vô lê đẹp mắt từ đường căng ngang của Guerrero, làm tung lưới thủ môn Ryan. Tuyển Úc tiếp túc gây sức ép, nhưng vẫn không có tình huống nào hiệu quả. Đến phút 50, Guerrero, người đã kiến tạo ở tình huống trước đó, đã có dứt điểm chéo góc để nhân đôi cách biệt. Tuyển Úc tiếp tục tấn công, nhưng không thể ghi được bàn thắng.
| Úc | 0 - 2    | Perú                          |
| -- | -------- | ----------------------------- |
|    | Chi tiết | - Carrillo 18' - Guerrero 50' |

| Úc | Peru |

| GK               | 1  | Mathew Ryan      |     |     |
| RB               | 19 | Josh Risdon      |     |     |
| CB               | 20 | Trent Sainsbury  |     |     |
| CB               | 5  | Mark Milligan    | 88' |     |
| LB               | 16 | Aziz Behich      |     |     |
| CM               | 15 | Mile Jedinak (c) | 10' |     |
| CM               | 13 | Aaron Mooy       |     |     |
| RW               | 7  | Mathew Leckie    |     |     |
| AM               | 23 | Tom Rogic        | 66' | 72' |
| LW               | 10 | Robbie Kruse     |     | 58' |
| CF               | 9  | Tomi Juric       |     | 53' |
| Vào thay người:  |    |                  |     |     |
| FW               | 4  | Tim Cahill       |     | 53' |
| MF               | 17 | Daniel Arzani    | 60' | 58' |
| MF               | 22 | Jackson Irvine   |     | 72' |
| Huấn luyện viên: |    |                  |     |     |
| Bert van Marwijk |    |                  |     |     |

| GK               | 1  | Pedro Gallese       |     |     |
| RB               | 17 | Luis Advíncula      |     |     |
| CB               | 15 | Christian Ramos     |     |     |
| CB               | 4  | Anderson Santamaría |     |     |
| LB               | 6  | Miguel Trauco       |     |     |
| CM               | 13 | Renato Tapia        |     | 63' |
| CM               | 19 | Yoshimar Yotún      | 45' | 46' |
| RW               | 18 | André Carrillo      |     | 79' |
| AM               | 8  | Christian Cueva     |     |     |
| LW               | 20 | Edison Flores       |     |     |
| CF               | 9  | Paolo Guerrero (c)  |     |     |
| Vào thay người:  |    |                     |     |     |
| MF               | 23 | Pedro Aquino        |     | 46' |
| MF               | 7  | Paolo Hurtado       | 79' | 63' |
| MF               | 16 | Wilder Cartagena    |     | 79' |
| Huấn luyện viên: |    |                     |     |     |
| Ricardo Gareca   |    |                     |     |     |

| Cầu thủ xuất sắc nhất trận: André Carrillo (Peru) Trợ lý trọng tài: Anton Averianov (Nga) Tikhon Kalugin (Nga) Trọng tài thứ tư: Sato Ryuji (Nhật Bản) Trọng tài thứ năm: Sagara Toru (Nhật Bản) Trợ lý trọng tài video: Danny Makkelie (Hà Lan) Trợ lý trọng tài trợ lý video: Jair Marrufo (Hoa Kỳ) Mark Borsch (Đức) Bastian Dankert (Đức) |

## Kỷ luật
Các điểm giải phong cách, được sử dụng là các tiêu chí nếu tổng thể và kỷ lục đối đầu đối của đội tuyển vẫn được tỷ số hòa, được tính dựa trên các thẻ vàng và thẻ đỏ nhận được trong tất cả các trận đấu của bảng như sau:
- thẻ vàng đầu tiên: trừ 1 điểm;
- thẻ đỏ gián tiếp (thẻ vàng thứ hai): trừ 3 điểm;
- thẻ đỏ trực tiếp: trừ 4 điểm;
- thẻ vàng và thẻ đỏ trực tiếp: trừ 5 điểm;

Chỉ có một trong các khoản khấu trừ ở trên sẽ được áp dụng cho một cầu thủ trong một trận đấu duy nhất.
| Đội tuyển | Trận 1   | Trận 1                                    | Trận 1 | Trận 1            | Trận 2   | Trận 2                                    | Trận 2 | Trận 2            | Trận 3   | Trận 3                                    | Trận 3 | Trận 3            | Điểm |
| Đội tuyển | Thẻ vàng | Thẻ vàng · Thẻ vàng-đỏ (thẻ đỏ gián tiếp) | Thẻ đỏ | Thẻ vàng · Thẻ đỏ | Thẻ vàng | Thẻ vàng · Thẻ vàng-đỏ (thẻ đỏ gián tiếp) | Thẻ đỏ | Thẻ vàng · Thẻ đỏ | Thẻ vàng | Thẻ vàng · Thẻ vàng-đỏ (thẻ đỏ gián tiếp) | Thẻ đỏ | Thẻ vàng · Thẻ đỏ | Điểm |
| --------- | -------- | ----------------------------------------- | ------ | ----------------- | -------- | ----------------------------------------- | ------ | ----------------- | -------- | ----------------------------------------- | ------ | ----------------- | ---- |
| Pháp      | 1        |                                           |        |                   | 2        |                                           |        |                   |          |                                           |        |                   | −3   |
| Đan Mạch  | 2        |                                           |        |                   | 2        |                                           |        |                   | 1        |                                           |        |                   | −5   |
| Perú      | 1        |                                           |        |                   | 2        |                                           |        |                   | 2        |                                           |        |                   | −5   |
| Úc        | 3        |                                           |        |                   |          |                                           |        |                   | 4        |                                           |        |                   | −7   |